# Specchio Svevo
Lo Specchio Svevo (in tedesco Schwabenspiegel) è una delle più rilevanti raccolte normative del Medioevo tedesco. Esso è un codice descrittivo, cioè registra la pratica giuridica corrente senza imporre nuove leggi.
Il nome "specchio svevo", che riprende quello del ben più famoso "specchio sassone" (in tedesco Sachsenspiegel), aveva un significato allegorico, infatti, come si può osservare il proprio volto in uno specchio, così i sassoni avrebbero potuto vedere ciò che era giusto e lecito e ciò che non lo era in uno specchio.

## Precedenti raccolte di leggi sveve
Il Pactus legis Alamannorum era un codice risalente all'inizio del VII secolo. Essi è conservato in un unico manoscritto databile a un periodo compreso tra il IX e il X secolo.
La Lex Alamannorum era una raccolta di leggi tribali la cui prima redazione risale al 730 ca. ed è tradizionalmente attribuita al duca degli Alemanni Lantfrido. Essa è conservata in circa 50 manoscritti datati a un periodo compreso l'VIII e il XII secolo e il testo è diviso in diritto clericale, diritto ducale e diritto popolare. Alcune norme degne di nota sono contenute nei seguenti capitoli:
- Il capitolo 3.1 tratta del diritto di asilo nelle chiese, stabilendo che nessun fuggitivo che cerca rifugio in una chiesa dovrebbe essere catturato o ucciso all'interno dell’edificio sacro. La legge, invece, obbliga gli inseguitori ad assicurarsi che il prete perdoni la colpa del fuggitivo.
- Il capitolo 3.3 fissa le sanzioni per la violazione del diritto di asilo a 36 solidi da versare alla chiesa e ulteriori 40 solidi da versare alle autorità per violazione di legge.
- Il capitolo 56.1 regola le sanzioni per la violenza contro le donne. Infatti, se qualcuno scopre la testa di una donna libera e non sposata, deve fare ammenda pagando 6 solidi. Se le solleva il vestito in modo che i suoi genitali o le sue natiche diventino visibili, deve pagare 12 solidi. Se la violenta, il risarcimento stabilito è di 40 solidi.
- Il capitolo 56.2 sancisce che queste sanzioni sono raddoppiate se la vittima è una donna sposata.

Entrambe le raccolte sono state parzialmente pubblicate per la prima volta nel 1530 a Basilea, da Johannes Sichard.

## Storia
Lo Specchio Svevo fu redatto da un frate francescano attorno al 1275 ad Augusta. Lo Specchio Svevo non era tuttavia una legge. Il suo autore perseguiva soltanto lo scopo di conservare la normativa vigente, consuetudinaria o meno, come da lui unificata in un repertorio. In base a ciò il testo guadagnò la propria autorità. Il testo non conosce tuttavia una sistematica di tipo moderno ed è costruito per associazione di concetti. Lo specchio Sassone comprendeva due rami del diritto:
- il Landrecht (diritto territoriale), che, fra le altre cose, disciplinava i contadini liberi e trattava questioni di diritto civile relative ai diritti reali e ai rapporti di vicinato, alle successioni a causa di morte, ai rapporti coniugali, ma anche questioni processuali e altre questioni che oggi rientrano nell'ambito del diritto penale
- il Lehnrecht (diritto feudale), che regolava, fra le altre cose, i rapporti fra i vari ceti, l'elezione di imperatori e re, i doveri vassallatici, e dunque costituiva all'epoca una sorta di diritto costituzionale.

I fondamenti giuridici su cui poggia il testo sono il Pentateuco, il diritto romano e il diritto canonico. Tuttavia, resta cruciale il contributo dello Specchio Sassone dell'inizio del XIII secolo e il suo testo è immediatamente dipendente dal codice noto come Specchio Germanico (Deutschenspiegel).